# Aikim Andrews
Aikim Andrews (sinh ngày 20 tháng 6 năm 1996) là một cầu thủ bóng đá người Trinidad và Tobago thi đấu cho Toronto FC II của United Soccer League.

## Sự nghiệp

### Chuyên nghiệp
Andrews khởi đầu sự nghiệp cùng với W Connection F.C. ở TT Pro League. Anh có 6 lần ra sân cho W Connection tại CONCACAF Champions League 2015-16.
Ngày 3 tháng 4 năm 2017 Andrews ký bản hợp đồng chuyên nghiệp cùng với Toronto FC II của USL.